# إيكيو هاياشي
إيكيو هاياشي (باليابانية: 林郁夫؛ بالكانا: はやし いくお) هو طبيب ياباني، ولد في 23 يناير 1947 في شيناغاوا في اليابان.